# Peperomia amphoricarpa
Peperomia amphoricarpa är en pepparväxtart som beskrevs av William Trelease. Peperomia amphoricarpa ingår i släktet peperomior, och familjen pepparväxter. Inga underarter finns listade i Catalogue of Life.